# Antenza
Antenza o Entenza (Entença en catalán ribagorzano) es una localidad española perteneciente al municipio de Benabarre, en la Ribagorza, provincia de Huesca, Aragón.

## Toponimia
Existen dos teorías sobre su origen, una sugiere que el topónimo es de origen íbero y quiere decir «los prados antiguos», ant-enzi-a. La segunda explica que proviene del latín INTENSUS, refiriéndose a extenso, llanura prolongada.  Las formas del nombre del lugar que se han documentado son: Antenza, Entenza, Entença, Hentença y Intenza.

## Geografía
Se encuentra en el valle del Cajigar, al margen izquierdo del río Cajigar.

## Historia
Según Agustín Ubieto Arteta, la primera mención del lugar es en 1036, recogida en la obra de Ángel Canellas López Colección diplomática de San Andrés de Fanlo.
A pesar de ser hoy en día apenas conocido, Antenza era antiguamente un sitio de gran relevancia histórica en tiempos de la Corona de Aragón como lugar originario del linaje de los Entenza. La baronía de Entenza se estableció unos 90 km más al sur, en ciertas zonas de El Priorato y las Tierras del Ebro para repoblar los territorios que habían abandonado los sarracenos. Como consecuencia de esta importancia, son comunes las calles y plazas llamadas Entença (o Entenza o Antenza) en la Comunidad Valenciana, Cataluña y las islas Baleares.

## Lugares de interés

### Iglesia de San Jaime
Iglesia románica del s. xii, de planta rectangular y cabecera semicircular. El acceso se encuentra en el muro sur por un arco de medio punto. Presenta torre-espadaña con doble vano.

### Casa de la reina Teresa de Entenza
Casa en la que vivió la reina aragonesa Teresa de Entenza, esposa de Alfonso IV de Aragón.

## Demografía
| Gráfica de evolución de Antenza entre 1842 y 2021 |
|                                                   |
| Población según el INE en 2020.                   |

## Fiestas
- El 25 de julio se celebran las fiestas en honor a San Jaime
- 6 de agosto tiene lugar la romería a la ermita de San Salvador, que se encuentra en las afueras del pueblo.